# Олівер-Спрінгс (Теннессі)
Олівер-Спрінгс (англ. Oliver Springs) — місто (англ. town) в США, в округах Андерсон, Роун і Морган штату Теннессі. Населення — 3297 осіб (2020).

## Географія
Олівер-Спрінгс розташований за координатами 36°2′24″ пн. ш. 84°19′42″ зх. д. / 36.04000° пн. ш. 84.32833° зх. д. (36.039975, -84.328456).  За даними Бюро перепису населення США в 2010 році місто мало площу 14,40 км², уся площа — суходіл.

## Демографія
Згідно з переписом 2010 року, у місті мешкала 3231 особа в 1336 домогосподарствах у складі 897 родин. Густота населення становила 224 особи/км².  Було 1483 помешкання (103/км²).
Расовий склад населення:
| - 94,8 % — білих - 2,6 % — чорних або афроамериканців - 0,4 % — азіатів - 0,1 % — корінних американців |

До двох чи більше рас належало 1,9 %. Частка іспаномовних становила 0,5 % від усіх жителів.
За віковим діапазоном населення розподілялося таким чином: 23,3 % — особи молодші 18 років, 60,2 % — особи у віці 18—64 років, 16,5 % — особи у віці 65 років та старші. Медіана віку мешканця становила 41,2 року. На 100 осіб жіночої статі у місті припадало 88,8 чоловіків;  на 100 жінок у віці від 18 років та старших — 86,8 чоловіків також старших 18 років.
Середній дохід на одне домашнє господарство  становив 47 771 долар США (медіана — 37 961), а середній дохід на одну сім'ю — 52 853 долари (медіана — 47 601). Медіана доходів становила 42 639 доларів для чоловіків та 24 629 доларів для жінок. За межею бідності перебувало 35,1 % осіб, у тому числі 73,4 % дітей у віці до 18 років та 2,2 % осіб у віці 65 років та старших.
Цивільне працевлаштоване населення становило 1369 осіб. Основні галузі зайнятості: роздрібна торгівля — 34,9 %, освіта, охорона здоров'я та соціальна допомога — 16,5 %, будівництво — 8,8 %, науковці, спеціалісти, менеджери — 8,4 %.